# Trdnjava Čitor
Čitorgarh (dobesedno trdnjava Čitor), znana tudi kot trdnjava Čitod, je ena največjih trdnjav (trdnjavsko mesto) v Indiji. Je na Unescovem seznamu svetovne dediščine. Trdnjava je bila glavno mesto Mevarja in stoji v današnjem mestu Čitorgarh. Razprostira se na hribu, visokem 180 m, ki se razprostira na površini 280 ha nad ravninami doline, ki jo odmaka reka Berač. Trdnjava obsega 65 zgodovinskih stavb, ki vključujejo štiri palače, 19 velikih templjev, 20 velikih vodnih teles, 4 spomenike in nekaj stolpov zmage.
Leta 2013 je bila na 36. zasedanju Odbora za svetovno dediščino v Phnom Penhu v Kambodži trdnjava Čitorgarh skupaj s petimi drugimi trdnjavami Radžastana vpisana za Unescov seznam svetovne dediščine, kot skupina, imenovana Hribovske trdnjave Radžastana.

## Geografija
Čitorgarh, ki je v južnem delu zvezne države Radžastan, 233 km od Adžmerja, na sredini med Delhijem in Mumbajem ob državni cesti 8 (Indija) v cestnem omrežju zlatega štirikotnika. Čitorgarh je tam, kjer se križata državni cesti št. 76 in 79.
Trdnjava se strmo dviga nad okoliškimi ravnicami in se razprostira na površini 2,8 km². Trdnjava stoji na hribu, visokem 180 m na levem bregu reke Berač (pritok reke Banas) in je povezana z novim mestom Čitorgarh (znanim kot 'spodnje mesto'), ki se je razvilo na ravninah po letu 1568 našega štetja, ko je bila trdnjava leta v luči uvedbe topništva v 16. stoletju zapuščena, zato je bila prestolnica premaknjena v varnejši Udaipur, ki je na vzhodnem robu pogorja Aravali, kjer težka artilerija in konjenica nista bili učinkoviti. Mogulski cesar Akbar je napadel in oplenil to trdnjavo, ki je bila le ena od 84 trdnjav Mevarja. Vijugasta hribovska cesta, dolga več kot 1 km, od novega mesta vodi do zahodnih glavnih vrat trdnjave, imenovanih Ram Pol. Znotraj trdnjave krožna cesta omogoča dostop do vseh vrat in spomenikov znotraj obzidja.
Trdnjava, ki se je včasih ponašala s 84 vodnimi telesi, jih ima zdaj le še 22. Ta vodna telesa se napajajo iz naravnega zajetja in padavin ter imajo skupno zalogo 4 milijarde litrov, ki bi lahko zadostila potrebam po vodi 50.000-članske vojske. Dobava bi lahko trajala štiri leta. Ta vodna telesa so v obliki ribnikov, vodnjakov in stopničastih vodnjakov.

## Zgodovina
Čitorgarh (garh pomeni 'trdnjava') se je prvotno imenoval Čitrakut. Zgradil naj bi ga lokalni vladar Mori Radžput Čitrangada Mori. Po eni legendi je ime trdnjave izpeljano po njenem graditelju. Na robu jezera Džaimal Pata je bilo najdenih več majhnih budističnih stup iz 9. stoletja, ki temeljijo na pisavi.
Vladar Guhila Bapa Raval naj bi trdnjavo zavzel leta 728 ali 734. Eno poročilo navaja, da je dobil trdnjavo v doto. Po drugih različicah legende je Bapa Raval zavzel trdnjavo bodisi od mleččhajev (barbarov) ali radžputskega klana Morisov. Zgodovinar R. C. Majumdar teoretizira, da so Mori vladali v Čitorju, ko so Arabci (mleččhas) vdrli v severozahodno Indijo okoli leta 725. Arabci so premagali Morise, nato pa jih je premagala konfederacija, ki je vključevala Bapa Ravala. R. V. Somani je teoretiziral, da je bil Bapa Raval del vojske Nagabhate I. Nekateri zgodovinarji dvomijo o zgodovinskosti te legende in trdijo, da Guhilaji niso nadzorovali Čitorja pred vladavino kasnejšega vladarja Alate. Najzgodnejši napis Guhila, odkrit v Čitorju, je iz obdobja vladavine Tedžasimhe (sredina 13. stoletja); omenja Čitrakuta-maha-durga (velika trdnjava Čitor).

### Obleganje leta 1303
Leta 1303 je vladar Delhijskega sultanata Alaudin Khaldži povedel vojsko, da bi osvojil Čitorgarh, ki mu je vladal kralj Guhila Ratnasimha. Alaudin je po osemmesečnem obleganju zavzel Čitor. Po njegovem dvorjanu Amirju Khusrovu je po tej osvojitvi ukazal poboj 30.000 lokalnih hindujcev. Nekatere poznejše legende navajajo, da je Alaudin vdrl v Čitor, da bi ujel Ratnasimhina lepo kraljico Padmini, vendar je večina sodobnih zgodovinarjev zavrnila pristnost teh legend. Legende tudi navajajo, da so Padmini in druge ženske naredile samomor z džauharjem (množičnim samosežigom). Zgodovinar Kishori Saran Lal verjame, da se je po Alaudinovem osvajanju v Čitorgarhu zgodil džauhar, čeprav legendo o Padmini zavrača kot nezgodovinsko. Po drugi strani pa zgodovinar Banarsi Prasad Saksena meni, da je ta pripoved o džauharju izmišljotina kasnejših piscev, ker Khusrov ne omenja nobenega džauharja v Čitorgarhu, čeprav je omenil džauharja med prejšnjim osvajanjem Ranthamboreja.
Alaudin je Čitorgarh dodelil svojemu mlademu sinu Khizr Kanu (ali Khidr Kanu) in trdnjava Čitorgarh se je po princu preimenovala v Khizrabad. Ker je bil Khizr Kan le otrok, je bila dejanska uprava predana sužnju po imenu Malik Šahin.

### Rana Hammir in nasledniki
Vladavina Khizr Kana v trdnjavi je trajala do leta 1311 našega štetja, ko je bil zaradi pritiska Radžputov prisiljen zaupati oblast poglavarju Sonigra Maldevi, ki je trdnjavo držal 7 let. Hammir Singh je Maldevi prevzel nadzor nad trdnjavo in Čitor je ponovno pridobil svojo preteklo slavo. Hammir je pred svojo smrtjo leta 1378 spremenil Mevar v dokaj veliko in uspešno kraljestvo. Dinastija (in klan), ki ji je bil oče, je postala znana po imenu Sisodia po vasi, kjer se je rodil. Njegov sin Ketra Singh ga je nasledil in vladal s častjo in močjo. Sin Ketre Singh Lakha, ki se je povzpel na prestol leta 1382, je prav tako zmagal v več vojnah. Njegov slavni vnuk Rana Kumbha je prišel na prestol leta 1433. Do takrat sta muslimanska vladarja Malve in Gudžarata pridobila precejšnjo moč in si želela uzurpirati močno državo Mevar.

### Rana Kumbha in klan
Med vladavino Rane Kumbhe v 15. stoletju je prišlo do ponovnega oživitve. Rana Kumbha, znan tudi kot Maharana Kumbhakarna, sin Rane Mokala, je vladal Mevarju med letoma 1433 in 1468. Pripisujejo mu zasluge za vztrajno gradnjo kraljestva Mevar kot sile, s katero je treba računati. Zgradil je 32 trdnjav (84 trdnjav je tvorilo obrambo Mevarja), vključno z eno v svojem imenu, imenovano Kumbalgarh. Njegov brat Rana Raimal je leta 1473 prevzel vajeti oblasti. Po njegovi smrti maja 1509 je Sangram Singh (znan tudi kot Rana Sanga), njegov najmlajši sin, postal vladar Mevarja, kar je prineslo novo fazo v zgodovin.

### Čitorgarh pod Rana Sango
Rana Sanga se je povzpel na prestol leta 1509 po dolgem boju s svojimi brati. Bil je ambiciozen kralj, pod katerim je Mevar dosegel vrhunec moči in blaginje. Moč Radžputov pod vodstvom Rana Sange je dosegla vrhunec in grozi, da bo ponovno oživila njihovo moč v severni Indiji. Ustanovil je močno kraljestvo od Satluja v Pandžabu na severu do reke Narmada na jugu v Malvi. Po osvojitvi Malve in puščave Thar na zahodu do Bajane na vzhodu. V svoji vojaški karieri je premagal Ibrahima Lodhija v bitki pri Khatoliju in mu uspelo osvoboditi večino Radžastana, poleg tega pa je označil svoj nadzor nad deli Utar Pradeša, vključno s Čandvarjem, del UP je dal svojim zaveznikom Rao Maniku Čandu Čauhanu, ki ga je kasneje podprl v bitki pri Khanvi. Po tem se je Rana Sanga boril še z eno bitko z Ibrahimom Lodhijem, znano kot bitka pri Dholpurju, kjer je znova zmagala radžputska konfederacija. Tokrat se Sanga osvojil velik del Malva skupaj s Čanderijem in ga podaril enemu od svojih vazalov Medini Rai. Rai je vladal Malvi s Čanderijem kot glavnim mestom. Sanga je napadel tudi Gudžarat s 50.000 vojaki radžputske konfederacije, ki so se ji pridružili njegovi trije zavezniki. Oropal je sultanat Gudžarat in preganjal muslimansko vojsko vse do prestolnice Ahmedabad. Uspešno je priključil severni Gudžarat in imenoval enega od svojih vazalov, da tam vlada. Po nizu zmag nad sultani je uspešno vzpostavil svojo suverenost nad Radžastanom, Malvo in velikimi deli Gudžarata. Po teh zmagah je združil več radžputskih držav iz severne Indije, da bi iz Indije izgnal Baburja in ponovno vzpostavil hindujsko oblast v Delhiju. Napredoval je z veliko vojsko 100.000 Radžputov, ki jih je podpiralo nekaj Afganistancev, da bi izgnal Baburja in razširil svoje ozemlje s priključitvijo Delhija in Agre. Bitka je potekala za prevlado v severni Indiji med Radžputi in moguli. Vendar pa je konfederacija Radžput utrpela katastrofalen poraz pri Khanvi zaradi Baburjeve superiorne generalske sposobnosti in moderne taktike. Bitka je bila bolj zgodovinska kot prva bitka pri Panipatu, saj je trdno vzpostavila mogulsko vladavino v Indiji, medtem ko je zdrobila ponovno vzpostavljene radžputske sile. Bitka je bila tudi najzgodnejša, v kateri so bili zelo koristni topovi, muškete, vrtljivi topovi in minometi.
Rana Sanga sta v nezavestnem stanju odnesla z bojišča njegova vazala Prithviraj Singh I. iz Džaipurja in Maldeo Rathore iz Marvarja. Ko je prišel k sebi, je prisegel, da se ne bo nikoli vrnil v Čitorgarh, dokler ne premaga Baburja in osvoji Delhija. Prav tako je prenehal nositi turban in si je čez glavo ovijal krpo. Medtem ko se je pripravljal na novo vojno proti Baburju, so ga zastrupili lastni plemiči, ki niso želeli nove bitke z Baburjem. Umrl je v Kalpiju januarja 1528.
Po njegovem porazu je njegovega vazala Medini Rai premagal Babur v bitki pri Čanderiju in Babur je zavzel prestolnico kraljestva Rai Čanderi. Medini je bil ponujen Šamsabad namesto Čanderi, saj je bil zgodovinsko pomemben pri osvajanju Malve, vendar je Rai ponudbo zavrnil in se odločil umreti v boju. Radžputske ženske in otroci so se samozažigali, da bi rešili svojo čast pred muslimansko vojsko. Po zmagi je Babur zavzel Čanderi skupaj z Malvo, ki ji je vladal Rai.

### Po Rana Sanga

#### Obleganje leta 1535
Bahadur Šah, ki je leta 1526 prišel na prestol kot sultan Gudžarata, je leta 1535 oblegal trdnjavo Čitorgarh. Trdnjava je bila oplenjena in ponovno so srednjeveški diktati viteštva odločili izid. Po pobegu Rane, njegovega brata Udai Singha in zveste služkinje Panne Dhai v Bundi naj bi 13.000 radžputskih žensk zagrešilo džauhar (samosežig na pogrebnem grmadi), 3200 radžputskih bojevnikov pa je odhitelo iz trdnjave v boj in umrlo. v bitki, ki je sledila.

#### Obleganje leta 1567
Do zadnjega obleganja Čitorgarha je prišlo 33 let pozneje, leta 1567, ko je mogulski cesar Akbar napadel trdnjavo. Akbar je želel osvojiti Mevar, ki mu je vladal Rana Udaj Singh II., da bi pridobil enostaven dostop do gudžaratskih pristanišč in vzpostavil trgovsko pot.
Šakti Singh, sin Rane, ki se je sprl s svojim očetom, je pobegnil in se približal Akbarju, ko je ta taboril v Dholpurju in se pripravljal na napad na Malvo. Med enim od teh srečanj, avgusta 1567, je Šakti Singh iz šale, ki jo je izrekel cesar Akbar, sklepal, da namerava voditi vojno proti Čitorgarhu. Akbar je Šakti Singhu v šali rekel, da ga bo napadel, ker se mu njegov oče ni podredil kot drugi knezi in poglavarji v regiji. Šakti Singh, presenečen nad tem razkritjem, je tiho odhitel nazaj v Čitorgarh in svojega očeta obvestil o bližajoči se Akbarjevi invaziji. Akbar je bil besen zaradi odhoda Šaktija Singha in se je odločil napasti Mevar, da bi ponižal arogantnost Ranasov.
Septembra 1567 je cesar odšel v Čitorgarh in se 20. oktobra 1567 utaboril na prostranih planjavah zunaj trdnjave. Medtem se je Rana Udai Singh po nasvetu svojega sveta svetovalcev odločil, da s svojo družino odide iz Čitorja v hribe Gogunde. Džaimal in Pata sta ostala za obrambo trdnjave skupaj z 8000 radžputskimi vojaki pod njunim poveljstvom. Akbar je začel oblegati trdnjavo, kar je trajalo 4 mesece.
22. februarja 1568 je Džaimala ubil strel iz muškete, ki ga je izstrelil sam Akbar. Naslednji dan so se odprla vrata trdnjave in radžputski vojaki so odhiteli v boj s sovražniki. V bitki, ki je sledila, je bila vojska Čitorgarha pobita skupaj z 20.000–25.000 civilisti in Čitorgarh je bil osvojen.

#### Mirovna pogodba Mughal-Rajput iz leta 1616
Leta 1616 je po pogodbi med Džahangirjem in Amarjem Singhom Džahangir vrnil Čitorgarh Amarju Singhu.
Trdnjava je bila prenovljena leta 1905 v času Britanskega Raja.

## Območja
305 hektarjev veliko območje z varovalnim pasom 427 hektarjev obsega utrjeno trdnjavo Čitorgarh, prostorno trdnjavo, ki leži na osamljeni skalnati planoti dolžine približno 2 km in širine 155 m. Trdnjavi se približa po težkem cik-cakastem vzponu več kot 1 km od ravnice, po prečkanju apnenčastega mostu. Most se razteza čez reko Gambhiri in je podprt z desetimi loki (eden ima ukrivljeno obliko, ostali pa imajo koničaste loke). Razen dveh visokih stolpov, ki prevladujeta nad veličastnimi obzidji, ima obsežna trdnjava množico palač in templjev (mnogi so v ruševinah) znotraj svojega območja.
Obdana je z obodnim zidom, dolgim 13 km, onstran katerega je zaradi 45° naklona pobočja skoraj nedostopna za sovražnike. Vzpon do trdnjave poteka skozi sedem prehodov, ki jih je zgradil mevarski vladar Rana Kumbha (1433–1468) iz klana Sisodia. Ta vrata se od vznožja do vrha hriba imenujejo Paidal Pol, Bhairon Pol, Hanuman Pol, Ganesh Pol, Jorla Pol, Laxman Pol in Ram Pol, zadnja in glavna vrata.
Trdnjavski kompleks obsega 65 zgodovinskih stavb, med njimi 4 komplekse palač, 19 glavnih templjev, 4 spomenike in 20 funkcionalnih vodnih teles. Te lahko razdelimo v dve veliki gradbeni fazi. Prvo gradišče z enim glavnim vhodom je bilo postavljeno v 5. stoletju in zaporedno utrjeno do 12. stoletja. Njegovi ostanki so vidni predvsem na zahodnih robovih planote. Drugi, pomembnejši obrambni objekt je bil zgrajen v 15. stoletju med vladavino Sisodia Radžputov, ko so prestavili kraljevi vhod in ga utrdili s sedmimi vrati, srednjeveško utrdbeno obzidje pa zgradili na zgodnejšem obzidju iz 13. stoletja.
Poleg kompleksa palače, ki je na najvišjem in najbolj varnem terenu zahodno v trdnjavi, so številne druge pomembne strukture, kot so tempelj Kumbha Šjam, tempelj Mira Bai, tempelj Adi Varah, tempelj Šringar Čauri in v tej drugi fazi je bil zgrajen tudi spomenik Vidžaj Stambh. V primerjavi s poznejšimi dodatki sizodijskih vladarjev v 19. in 20. stoletju prevladujoča gradbena faza ponazarja sorazmerno čisti radžputski slog v kombinaciji z minimalnim eklekticizmom, kot so obokane podkonstrukcije, ki so bile izposojene iz sultanatske arhitekture. 4,5 km dolgi zidovi z vgrajenimi krožnimi ojačitvami so zgrajeni iz obdelanih kamnov v apneni malti in se dvigajo 500 m nad ravnino. S pomočjo sedmih masivnih kamnitih vrat, delno obdanih s šesterokotnimi ali osmerokotnimi stolpi, je dostop do trdnjave omejen na ozko pot, ki se vzpenja po strmem hribu skozi zaporedne, vedno ožje obrambne prehode. Sedma in zadnja vrata vodijo neposredno v območje palače, ki združuje različne stanovanjske in uradne strukture. Rana Kumbha Mahal, palača Rana Kumbhe, je velika struktura Radžputov in zdaj vključuje Kanvar Pade Ka Mahal (palača dediča) in kasnejšo palačo hindujske mistične pesnice in bhakta Krišne, Mire Bai (1498–1546). Območje palače se je v kasnejših stoletjih še razširilo, ko so bile dodane dodatne strukture, kot sta palača Ratan Singh (1528–1531) ali Fateh Prakaš, imenovana tudi Badal Mahal (1885–1930).
Čeprav večina tempeljskih struktur predstavlja hindujsko vero, najbolj vidno tempelj Kalikamata (8. stoletje), tempelj Kšemankari (825–850), tempelj Kumbha Šjam (1448) ali tempelj Adbuthnath (15.–16. stoletje), gradišče vsebuje tudi džainistične templje, kot so Sattaes Devari, Šringar Čauri (1448) in Sat Bis Devri (sredina 15. stoletja). Tudi dva stolpna spomenika, Kirti Stambh (12. stoletje) in Vidžaj Stambha (1433–1468), sta džainistična spomenika. Izstopata z višino 24 m oziroma 37 m, ki jima zagotavljata vidnost z večine lokacij trdnjavskega kompleksa. Nazadnje, kompleks trdnjave je dom sodobnega občinskega oddelka s približno 3000 prebivalci, ki je v bližini rezervoarja Ratan Singh na severnem koncu posesti.

### Vrata
Trdnjava ima skupno sedem vrat (v lokalnem jeziku se vrata imenujejo Pol) na zahodu, in sicer Padan Pol, Bhairon Pol, Hanuman Pol, Ganeš Pol, Džodla Pol, Laxman Pol in glavna vrata z imenom Ram Pol (Gospoda Rama vrata). Vsi prehodi v trdnjavo so bili zgrajeni kot masivne kamnite strukture z varnimi fortifikacijami za vojaško obrambo. Vrata vhodov s koničastimi loki so ojačana za zaščito pred sloni in topovskimi streli. Vrh vrat ima zarezane parapete za streljanje lokostrelcev na sovražnikovo vojsko. Krožna cesta znotraj trdnjave povezuje vsa vrata in omogoča dostop do številnih spomenikov (razrušene palače in 130 templjev) v trdnjavi.
Na desni strani Suraj Pola je Darikhana ali Sabha (dvorana sveta), za katero ležita tempelj Ganeša in zenana (bivalni prostori za ženske). Ogromen vodni rezervoar je levo od Suradž Pola. Obstajajo tudi posebna vrata, imenovana Džorla Pol (Združena vrata), ki so sestavljena iz dveh združenih vrat. Zgornji lok DŽorla Pola je povezan z bazo Lakšman Pola. Ta lastnost ni bila opažena nikjer drugje v Indiji. Lokota Bari so vrata na severnem koncu trdnjave, medtem ko je na južnem koncu vidna majhna odprtina, ki je bila uporabljena za metanje kriminalcev v brezno.

### Vijaya Stambha
Vidžaja Stambha (Stolp zmage) ali Džaja Stambha, imenovan simbol Čitorgarha in posebej drzen izraz zmagoslavja, je postavil Rana Kumbha med letoma 1458 in 1468 v spomin na svojo zmago nad Mahmudom Šahom I. Khaljijem, sultanom Malve, leta 1440. Gradili so ga v obdobju desetih let in se dviga 37,2 metra nad 4,4 m² bazo v devetih nadstropjih, do katerih se dostopa po ozkem krožnem stopnišču s 157 stopnicami (notranjost je votla) do 8. nadstropja, od koder je dober pogled na ravnice in novo mesto Čitorgarh. Kupolo, ki je bila poznejši dodatek, je poškodovala strela in je bila popravljena v 19. stoletju. Stambha je zdaj zvečer osvetljena in daje čudovit pogled na Čitorgarh z vrha.

### Kirti Stambha
Kirti Stambha (Stolp slavnih) je 22 metrov visok stolp, zgrajen na 9,1 m² podlagi s 4,6 m vrhom; zunaj je okrašen z džainističnimi skulpturami in je starejši (verjetno 12. stoletje) ter manjši od stolpa zmage. Zgradil ga je baghervalski džainistični trgovec Džidžadži Rathod in je posvečen Adinathu, prvemu džainskemu tirthankarju (čaščenemu džainistu učitelju). V najnižjem nadstropju stolpa so figure različnih tirthankarjev džainističnega panteona vidne v posebnih nišah, oblikovanih za njihovo namestitev. To so digambarski spomeniki. Skozi šest nadstropij do vrha vodi ozko stopnišče s 54 stopnicami. Zgornji paviljon, ki je bil dodan v 15. stoletju, ima 12 stebrov.

### Palača Rana Kumbha
Palača Rana Kumbhe (v ruševinah) je pri vhodnih vratih blizu Vidžaja Stamba. Palača je vključevala hleve za slone in konje ter tempelj boga Šive. Tu se je rodil Maharana Udai Singh, ustanovitelj Udaipurja; priljubljeno ljudsko izročilo, povezano z njegovim rojstvom, pravi, da je bila njegova služkinja Panna Dai. Panna Dhai ga je rešila tako, da je namesto njega zamenjala svojega sina kot vabo, kar je povzročilo, da je Banbir ubil njenega sina. Princa je odnesel duh v košari s sadjem. Palača je zgrajena iz ometanega kamna. Izjemna značilnost palače je njen čudovit niz balkonov z baldahinom. Vstop v palačo je skozi Suraj Pol, ki vodi na dvorišče. V tej palači je živela tudi Rani Meera, slavna pesnica-svetnica. To je tudi palača, kjer naj bi se Rani Padmini zažgala na pogrebni grmadi v eni od podzemnih kleti, kot dejanje džauhar skupaj s številnimi drugimi ženskami. Stavba Nau Lakha Bandar (dobesedni pomen 'zakladnica devet lakhov'), kraljeva zakladnica Čitorgarha, je bila prav tako v bližini. Zdaj je nasproti palače muzej in arheološki urad. V bližini je tudi tempelj Singa Čovri.

### Palača Fateh Prakaš
V bližini palače Rana Khumba, ki jo je zgradil Rana Fateh Singh, so moderne hiše in majhen muzej. V bližini je tudi šola za lokalne otroke (v trdnjavi živi okoli 5000 vaščanov).

### Rezervoar Gaumukh
Izvir napaja rezervoar iz izklesanih kravjih ust v pečini. Ta bazen je bil glavni vir vode v trdnjavi med številnimi obleganji.

### Padminijina palača
Padminijina palača ali palača Rani Padmini je bela trinadstropna stavba (rekonstrukcija izvirnika iz 19. stoletja). Stoji v južnem delu trdnjave. Čhatris (paviljoni) venčajo strehe palače, vodni jarek pa obdaja palačo. Ta slog palače je postal predhodnik drugih palač, zgrajenih v državi s konceptom Džal Mahal (palača, obdana z vodo). Maharana Ratan Singh je bil ubit in Rani Padmini je zagrešila džauhar. Lepoto Rani Padmini primerjajo s Kleopatrino, njena življenjska zgodba pa je večna legenda v zgodovini Čitorgarha. Ta palača se omenja v nekaterih zgodovinskih besedilih Mevarja. Amar Kavjam omenja, da je Rana Sanga tukaj zaprl Mahmuda Khildži II., sultana Malve. Maharana Udai Singh se je poročil s svojo hčerko DžasmaDe z Rai Singhom iz Bikanerja. O dobrodelnosti Raidža Singha je nastala pesem, v kateri je omenjeno, da je podaril slona za vsako stopnico stopnišča Padminijine palače. Popravil jo je Maharana Sadžjan Singh.

### Druge znamenitosti
V bližini Vidžaja Sthambe je tempelj Meera ali tempelj Meerabai. Rana Khumba ga je zgradil v okrašenem indoarijskem arhitekturnem slogu. Povezan je z mistično svetnico-pesnico Mirabai, ki je bila goreča bhakta Gospoda Krišne in je vse življenje posvetila njegovemu čaščenju. Skladala in pela je lirične bhajane, imenovane Meera Bhajani. Priljubljena legenda, povezana z njo, pravi, da je s Krišninim blagoslovom preživela po zaužitju strupa, ki ji ga je poslal njen zlobni svak. Večji tempelj v istem kompleksu je tempelj Kumbha Šjam (tempelj Varaha). Vrh templja je v obliki piramide. Slika Meerabai, ki moli pred Krišno, je zdaj nameščena v templju.
Nasproti Padminijine palače je tempelj Kalika Mata. Prvotno je bil sončni tempelj iz 8. stoletja, posvečen Surdži (bogu sonca), uničen v 14. stoletju. Ponovno so ga zgradili kot tempelj Kali.
Še en tempelj na zahodni strani trdnjave je stari tempelj boginje Tuldža Bhavani, ki ga je zgradil Banvir in posvetil boginji Tuldži Bhavani. Tope Khana (livarna topov) je ob tem templju na dvorišču, kjer je še vedno videti nekaj starih topov.

## Kultura
Trdnjava in mesto Čitorgarh gostita največji Radžputski festival, imenovan Džauhar Mela. Poteka vsako leto ob obletnici enega od džauharjev, a ni bila imenovana. Na splošno velja, da spominja na Padmavatijin džauhar, ki je najbolj znan. Ta festival poteka predvsem v spomin na pogum radžputskih prednikov in vseh treh džauharjev, ki so se zgodili v utrdbi Čitorgarh. Ogromno število Radžputov, med katerimi so potomci večine knežjih družin, organizira procesijo za praznovanje džauharja. Postal je tudi forum za izražanje pogledov na trenutno politično situacijo v državi.
Razrušeno mesto Hladnih brlogov iz Knjige o džungli Rudyarda Kiplinga, kamor je protagonist Mowgli odpeljan, potem ko ga je ugrabil Bandar-log, je po mnenju Kiplingove družbe morda temeljilo na utrdbi Čitorgarh, ki jo je Kipling osebno obiskal leta 1887 in bi bilo razmeroma blizu pogorja Aravali, ki je prav tako v Radžastanu, prvotnem prizorišču Knjige o džungli, preden ga je Kipling spremenil v hribe Seoni v Madja Pradeš.

## Galerija
- Stebri v trdnjavi
- Del trdnjave
- Ostanki utrdbe 1
- Ostanki utrdbe 2
- Padminina palača
- Notranjost Padminine palače
- Strukture v utrdbi 1
- Strukture v utrdbi 2
- Tempelj Meera
- Kirti Stambha
- Džainistični tempelj v Kirti Stambha